# 班猫箐站
班猫箐站是位于云南省宜良县匡远街道山后村班茅箐的一个铁路车站，建于1997年，邮政编码652108。
班猫箐站目前为五等站，隶属昆明铁路局管辖，西距昆明站95公里，东距威舍站213公里，南宁站733公里。该站仅办理昆明与威舍间普慢列车的旅客乘降；不办理货运营业。

## 邻近车站
1. ↑  铁道部电子计算技术中心, 铁道部运输局. . 北京: 中国铁道出版社. 1998: 116. ISBN 9787113030995.